# Economía de Zambia
La economía de Zambia ha experimentado un fuerte crecimiento en los últimos años. Entre el 2005 y el 2008 el país creció aproximadamente el 6% al año.
El país depende, en gran medida, del cobre, mineral del que Zambia es uno de los primeros productores mundiales y que representa el 90% del valor de las exportaciones. Este país pertenece al llamado "cinturón de cobre", prolongación de los yacimientos de Shaba (República Democrática del Congo). La privatización de las minas estatales de cobre en 1990 liberó al gobierno de gastar en el sector. La producción de mineral de cobre viene creciendo desde el año 2004 debido al aumento de los precios internacionales y a la inversión extranjera.
El petróleo es importado y llega desde el puerto de Dar es Salaam (Tanzania). Dentro del sector industrial destaca la rama de tratamiento de minerales (sobre todo el refino del cobre); también descuellan la producción del cemento y las industrias derivadas de la agricultura: aceites vegetales, manufacturas del algodón, azucareras, jabones, etc.
El turismo internacional, buscando los espacios naturales del país (cataratas, safaris...) constituye una importante fuente de ingresos.

## Unidad monetaria
La unidad monetaria de Zambia es el kuacha zambiano. El kuacha es la unidad monetaria oficial del país desde 1968, cuando reemplazó a la libra zambiana. Su valor era 2 kuachas = 1 libra. En 2003, Zambia se convirtió en el primer país africano en emitir billetes de plástico.

## Comercio exterior
En 2020, el país era el 99.º exportador más grande del mundo (US $ 6,9 mil millones, menos del 0,1% del total mundial). En la suma de bienes y servicios exportados, alcanza los US $ 8.200 millones, ubicándose en el puesto 99 del mundo. En términos de importaciones, en 2019, fue el 106.º mayor importador del mundo: US $ 7.200 millones.

## Sector primario

### Agricultura
El sector de la agricultura representó el 20% del PIB en 2000. En este sentido, la agricultura genera un 85% de empleo total (formal e informal) del país. El maíz es el cultivo principal, siendo el alimento principal. Otros cultivos importantes son la soja, el algodón, el azúcar, las semillas de girasol, el trigo, el sorgo, el mijo, la yuca, el tabaco y varios tipos de verdura y fruta. La floricultura es un sector de crecimiento, mientras que las exportaciones agrícolas no tradicionales ahora rivalizan con la industria minera en ingresos. Zambia tiene el potencial para aumentar considerablemente su salida agrícola: actualmente, menos del 20% de la tierra arable es cultivada. El sector primario ha sufrido dificultades de disponibilidad y distribución de crédito y entradas, así como la escasez de divisas.
En 2019 Zambia produjo:
- 4,9 millones de toneladas de caña de azúcar;
- 4 millones de toneladas de mandioca (18.º productor mundial);
- 2 millones de toneladas de maíz;
- 281 mil toneladas de soja;
- 153 mil toneladas de tabaco (sexto productor mundial);
- 151 mil toneladas de trigo;
- 130 mil toneladas de maní;
- 109 mil toneladas de batata;
- 72 mil toneladas de algodón;
- 6900 toneladas de café;

Además de otras producciones de otros productos agrícolas.

### Ganadería
En ganadería, Zambia produjo, en 2019: 191 mil toneladas de carne de vacuno; 50 mil toneladas de carne de pollo; 34 mil toneladas de cerdo; 453 millones de litros de leche de vaca, entre otros.

## Sector secundario

### Industria
El Banco Mundial enumera los principales países productores cada año, según el valor total de la producción. Según la lista de 2019, Zambia tenía la 119.ª industria más valiosa del mundo ($ 1.5 mil millones).

### Minería
En 2019, el país fue el séptimo productor mundial de cobre.

### Energía
En energías no renovables, en 2020, el país no produjo petróleo. En 2011, el país consumió 19.000 barriles / día (el 129.º consumidor más grande del mundo). En 2012, el país fue el 73.º mayor importador de petróleo del mundo (14.000 barriles / día). En 2015, el país no produjo gas natural.
En energías renovables, en 2020, Zambia no tenía ni energía eólica ni energía solar.

## Sector terciario

### Turismo
Los ingresos del turismo de Zambia generalmente provienen de los turistas locales e internacionales que visitan las Cataratas Victoria en Livingstone y sus atracciones asociadas, como el Museo Livingstone y el Parque Nacional Mosi-oa-Tunya. En julio de 2020, la Asociación de Turismo de Livingstone informó que durante las festividades de Heroes and Unity, el sitio vacacional recibió un número récord de visitantes. Celebridades como Will Smith y la estrella de Instagram y empresaria Maria Solodar han visitado el sitio turístico, de hecho, esta última celebró sus nupcias de 3 millones de libras esterlinas en una ceremonia pintoresca en The Royal Livingstone Hotel a orillas del río Zambezi.
En 2017, Zambia recibió 1 millón de turistas internacionales. Los ingresos por turismo este año fueron de $ 600 millones.
Para promover el turismo local, en marzo de 2021, African Eagle Hotels, una empresa multinacional, declaró que se construiría e inauguraría un hotel de 2 estrellas y 5 estrellas cada uno con un costo de U $ 20 millones y U $ 30 millones en el Kasaba Bay Resort ubicado en el Parque Nacional Nsumbu para el año 2023. En octubre de 2021, a través de su presupuesto nacional, el gobierno también asignó ZMW 150 millones (U$ 8,6 millones) para promover el desarrollo de Kasaba Bay, para estimular el turismo en el Circuito Norte de Zambia.